# Joseph Delaney
Joseph Henry Delaney (n. 25 iulie 1945, Preston, Anglia, Regatul Unit – d. 16 august 2022, Manchester, Anglia, Regatul Unit) a fost un autor de fantasy și science-fiction, autor al Cronicilor Wardstone.

## Cărți publicate
Joseph Delaney a scris 12 cǎrți dintre care 11 au fost publicate în România, iar 3 sunt în curs de publicare.
Tânǎrul Thomas Ward, un al șaptelea fiu al unui al șaptelea fiu, are puterea de a auzi și a vedea lucruri pe care, în general, oamenii nu le pot vedea. Luat ca ucenic de John Gregory, acesta va învǎța sǎ se lupte cu slujitorii Întunericului.
1. The Spook's Apprentice (2004) - Ucenicul Vraciului, 2006
2. The Spook's Curse (2005) - Blestemul Vraciului, 2006
3. The Spook's Secret (2007) - Secretul Vraciului, 2007
4. The Spook's Battle (2007) - Bătălia Vraciului, 2007
5. The Spook's Mistake (2008) - Greșeala Vraciului, 2008
6. The Spook's Sacrifice (2008) - Sacrificiul Vraciului, 2009
7. The Spook's Nightmare (2009) - Coșmarul Vraciului, 2010
8. The Spook's Destiny(2011) - Destinul Vraciului, 2012
9. Spook's I Am Grimalkin (2011) - Aliata Vraciului: Eu sunt Grimalkin, (2013)
10. The Spook's Blood (2012) - Sângele Vraciului, (2014)
11. Spook's Slither's Tale (2012) - Povestea lui Slither, (2014, planificat)
12. Spook's I Am Alice (2013) - Eu sunt Alice
13. The Spook's Revenge (2013) - Răzbunarea Vraciului

- The Spooks Stories: Witches (2009) - Poveștile Vraciului: Vrăjitoarele, 2010
- The Spook's Tale (2009) - Amintirile Vraciului, 2011
- The Spook's Bestiary (2010) - Bestiarul Vraciului, 2013 (planificat)
- The Starblade Chronicles (Cronicile sabiei stea):

1. Spook's: A New Darkness (2015)-Un nou întuneric/O nouă amenințare
2. Spook's: The Dark Army (2016)-Armata întunericului/Armata neagră
3. Spook's: The Dark Assassin (2017)-Asasinul întunericului/Asasinul Negru

- Aberrations(Aberații):

1. The Beast Awakens (2018)-Trezirea Bestiei
2. The Witch's Warning(2019)-Avertizarea vrăjitoarei

- Brother Wulf(Fratele Lup):

1. Spook's: Brother Wulf (2020)-Fratele Lup

- Hunted(2008)-Vanat
- Arena 13"(2016)-Arena 13 , 2016
- The Preyd(2016)-Prada,2016 planificare
- The Wariwor,(2017)-Războinicul ,2017 planificare